# Коробкін Михайло Петрович
Коробкін Михайло Петрович (рос. Коробкин Михаил Петрович) (нар.1841 — пом.після 1916) — хірург. Уперше у Російській імперії виконав операцію — пневмотомію (грец. πνευμο — легені + грец. τομη — розріз).

## Біографічні відомості

Коробкін Михайло Петрович народився у Полтаві.
Вчився на медичному факультеті Київського університету.
1872 року приїхав на роботу в полтавську земську лікарню.
З 1878 р. працював у Кременчуці, потім у Полтаві провідним хірургом губернської земської лікарні.
У лютому 1883 року, борючись за життя безнадійно хворої дівчинки, виконав абсолютно нову для практики тогочасної медицини хірургічну операцію на легенях — пневмотомію. Дівчинка врятована — операція увійшла в історію медицини.

## Вшанування пам'яті
На південному фасаді хірургічного корпусу клінічної лікарні ім. М. В. Скліфосовського на честь Коробкіна М. П. встановлена меморіальна дошка. Дошка — лабрадорит, відкрита 1983 року.